# Clorură de cromil
Clorura de cromil este un compus anorganic al cromului cu oxigenul și clorul, cu formula chimică CrO2Cl2. Este un lichid roșu-brun toxic.

## Obținere
Clorura de cromil poate fi obținută în urma reacției dintre cromat de potasiu sau dicromat de potasiu și acid clorhidric în prezență de acid sulfuric, urmată de distilare:
{\displaystyle {\ce {K2Cr2O7 + 6 HCl -> 2 CrO2Cl2 + 2 KCl + 3 H2O}}}
Acidul sulfuric acționează ca agent de deshidratare. Compusul mai poate fi preparat direct în urma reacției dintre trioxid de crom și acid clorhidric gazos:
{\displaystyle {\ce {CrO3 + 2 HCl <-> CrO2Cl2 + H2O}}}

## Proprietăți chimice

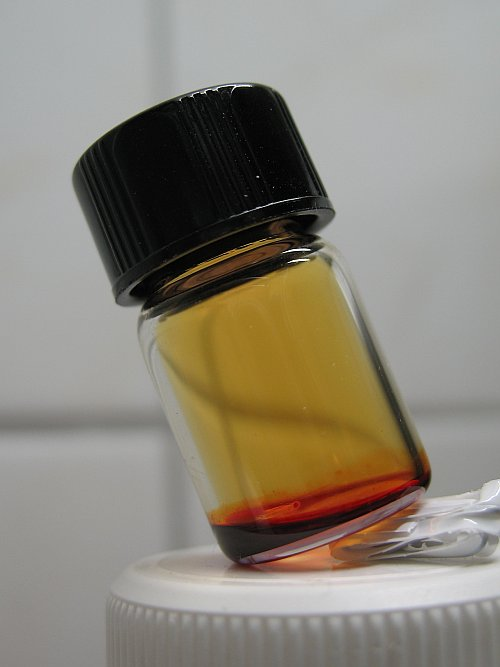
Aspectul clorurii de cromil

Clorura de cromil are caracter oxidant și produce oxidarea alchenelor la alfa-clorocetone sau derivați similari. Este utilizată și în reacția Étard, oxidând o grupă metilică aromatică la o aldehidă.